# Mistrzostwa Unii Europejskiej w Boksie Kobiet 2013
VII Mistrzostwa Unii Europejskiej w boksie (kobiet) odbyły się w dniach 1-7 listopada 2013 w Keszthely. 

## Medaliści
| Kategoria:                      | Złoto:            | Srebro:              | Brąz:                             |
| waga papierowa (do 48 kg)       | Valeria Calabrese | Sonia Grönroos       | Lynsey Holdaway Mateja Rajterič   |
| waga musza (do 51 kg)           | Nicola Adams      | Stojka Petrowa       | Sandra Drabik Katalin Ancsin      |
| waga kogucia (do 54 kg)         | Lisa Whiteside    | Alice Šrámková       | Delphine Mancini Kübra Ardıç      |
| waga piórkowa (do 57 kg)        | Marzia Davide     | Ornella Wahner       | Sandra Kruk Cecilia Nilsson       |
| waga lekka (do 60 kg)           | Katie Taylor      | Estelle Mossely      | Natasha Jonas Mira Potkonen       |
| waga lekkopółśrednia (do 64 kg) | Bianka Nagy       | Martina Schmoranzová | Camilla Skov Jensen Cindy Rogge   |
| waga półśrednia (do 69 kg)      | Erika Guerrier    | Marija Stojanović    | Gülizar Kara Claire Grace         |
| waga średnia (do 75 kg)         | Savannah Marshall | Nouchka Fontijn      | Nives Radić Love Holgersson       |
| waga półciężka (do 81 kg)       | Mária Kovács      | Sarah Scheurich      | Wioleta Michalska Maxime Koelemij |
| waga ciężka (do +81 kg)         | Emine Bozduman    | Lianne Murphy        | Sylwia Kusiak Danijela Vernić     |